# Márfa
Márfa község Baranya vármegyében, a Siklósi járásban.

## Fekvése
A Villányi-hegység déli lejtőjén helyezkedik el, Harkánytól északnyugatra. A szomszédos települések: észak felől Szava, kelet felől a ma már Harkányhoz tartozó Terehegy, dél felől Kovácshida, délnyugat felől Drávaszerdahely, északnyugat felől pedig Diósviszló.

### Megközelítése
Ma csak közúton érhető el, a Görcsönytől Harkányig húzódó 5814-es úton. Hajdan érintette az 1971 nyarán megszüntetett Pécs–Harkány–Donji Miholjac-vasútvonal is, melynek egy megállási pontja volt itt; Márfa megállóhely a községtől északra, külterületek közt helyezkedett el.

## Története
Nevét az oklevelek 1332-ben említették először, Markfalwaként. Ekkor Viszló határjárásában tűnt fel. A 15. században Márkfalva néven említették az oklevelekben. A török megszállás és a felszabadító háborúk után gróf Draskovich János birtoka lett. 1698-ban Caprara Aeneas császári tábornok szerezte meg, később pedig a Benyovszky családé lett.
Márfa lakónak száma a 2001 évi népszámlálás adatai szerint 245 fő.

## Közélete

### Polgármesterei
- 1990–1994: Korsós Csaba (független)[3]
- 1994–1998: Korsós Csaba (független)[4]
- 1998–2002: Korsós Csaba (független)[5]
- 2002–2006: Korsós Csaba (független)[6]
- 2006–2010: Ollós Gábor (független)[7]
- 2010–2014: Ollós Gábor (Fidesz-KDNP)[8]
- 2014–2019: Farkas József (független)[9]
- 2019–2024: Farkas József (független)[10]
- 2024– : Buttinger Petra (független)[1]

## Népesség
A település népességének változása:
| Lakosok száma | 198  | 190  | 193  | 178  | 161  | 187  | 184  | 179  |
|               | 2013 | 2014 | 2015 | 2019 | 2021 | 2022 | 2023 | 2024 |

A 2011-es népszámlálás során a lakosok 95,4%-a magyarnak, 1% cigánynak, 2,6% horvátnak, 2,1% németnek, 0,5% románnak, 0,5% ukránnak mondta magát (4,6% nem nyilatkozott; a kettős identitások miatt a végösszeg nagyobb lehet 100%-nál). A vallási megoszlás a következő volt: római katolikus 28,9%, református 50%, evangélikus 0,5%, felekezeten kívüli 6,7% (13,9% nem nyilatkozott).
2022-ben a lakosság 79,1%-a vallotta magát magyarnak, 10,2% cigánynak, 3,2% németnek, 1,6% horvátnak, 5,9% egyéb, nem hazai nemzetiségűnek (18,7% nem nyilatkozott; a kettős identitások miatt a végösszeg nagyobb lehet 100%-nál). Vallásuk szerint 26,7% volt református, 23% római katolikus, 0,5% görög katolikus, 3,2% egyéb keresztény, 0,5% egyéb katolikus, 13,9% felekezeten kívüli (32,1% nem válaszolt).

## Nevezetességei
- Református temploma 1826-ban épült.